# Christian Wey
Christian Wey (* 1967) ist ein deutscher Volkswirtschaftler und seit 2010 Professor für Volkswirtschaftslehre, insbes. Wettbewerbs- und Regulierungsökonomie am Düsseldorf Institute for Competition Economics (DICE) der Heinrich-Heine-Universität Düsseldorf.

## Werdegang
Zunächst absolvierte Wey eine Ausbildung zum Diplom-Kaufmann an der Universität des Saarlandes in Saarbrücken, die er 1995 abschloss. Anschließend war er zunächst von 1993 bis 1996 als wissenschaftlicher Mitarbeiter am Institut für theoretische Volkswirtschaftslehre der
Universität des Saarlandes in Saarbrücken sowie von 1996 bis 1997 als Fellow am Department of Economics der University of Indiana tätig, wo er im Jahr 1997 sein Magister Artium erwarb. Im gleichen Jahr erhielt er ein Stipendium der Landesgraduiertenförderung des Saarlandes und promovierte 1998 in Saarbrücken. Schließlich nahm er 1998 eine Tätigkeit als Research Fellow am Wissenschaftszentrum Berlin für Sozialforschung (WZB) auf und habilitierte im Jahr 2003 ebendort. Von 2003 bis 2010 war Wey als Leiter der Abteilung Informationsgesellschaft und Wettbewerb am Deutschen Institut für Wirtschaftsforschung tätig und erhielt ebenfalls im Jahr 2003 einen Lehrstuhl für Volkswirtschaftslehre -insbes. Netzwerke und Informations- und Kommunikationsökonomie- an der Technischen Universität Berlin, den er ebenfalls bis zu seiner Berufung als Professor für Volkswirtschaftslehre an der Universität Düsseldorf im Jahr 2010 innehatte.

## Publikationen (Auswahl)
- Haucap, Justus; Lange, Mirjam R. J.; Wey, Christian: Nemo omnibus placet: exzessive Regulierung und staatliche Willkür, Düsseldorf : DICE, 2012, ISBN 978-3-86304-627-9
- Dertwinkel-Kalt, Markus; Wey, Christian: The Effects of Remedies on Merger Activity in Oligopoly, Düsseldorf : Düsseldorf Institute for Competition Economics (DICE), 2012, ISBN 978-3-86304-080-2